# Papilom chorioidálního plexu
Papilom chorioidálního plexu je vzácná forma benigního nádoru neuroepitelu chorioidálního plexu mozkových komor u dětí kolem 5 roku věku. Směřuje ve tvaru okrouhlé papilární formace do komory. Papily jsou bohatě členěné, mají řídké vazivové stroma. Na povrchu jsou buňky podobné normálnímu epitelu chorioidálního plexu. Způsobuje hydrocefalus.

## Léčba
Kompletní odstranění je optimální léčba.